# Duša Počkaj
Duša Počkaj (Lendava, 16. studenoga 1924. – Ljubljana, 24. lipnja 1982.) bila je slovenska filmska i kazališna glumica.

## Životopis
Nakon završene srednje škole upisala je Arhitektonski fakultet u Ljubljani, a nakon Drugoga svjetskoga rata studirala je glumu na ljubljanskoj Akademiji scenskih umjetnosti (slv. Akademija za igralsku umetnost, današnja Akademija za kazalište, radio, film i televiziju). Od 1946. do smrti bila je članicom ljubljanske Drame Slovenskoga narodnoga gledališča. Na filmu je debitirala 1953. ulogom Blondinke u igranom filmu Jara gospoda Bojana Stupice. Tijekom glumačke karijere ostvarila je više od stotinu kazališnih i filmskih uloga te više od sto radijskih drama. Iako Duša Počkaj nikada nije bila profesionalna pjevačica i nije snimila nikakve ploče, njene su odabrane pjesme i šansone objavljene 1998. godine na CD-u »Šansoni« u izdanju izdavačke kuće Sanje. Umrla je tijekom izvedbe komedije "Šuma" Aleksandra Nikolajeviča Ostrovskog na sceni matične Drame Slovenskoga narodnoga gledališča u Ljubljani.

## Filmografija (izbor)
- Jara gospoda (1953.)
- Ples v dežju (hrv. Ples na kiši, 1961.)
- Minuta za umor (hrv. Minuta za umorstvo, 1962.)
- Tistega lepega dne (hrv. Toga lijepog dana, 1962.)
- Sedmina (hrv. Karmine, 1969.)
- Cvetje v jeseni (hrv. Cvijeće u jesen, 1973.)
- Ubij me nežno (hrv. Ubij me nježno, 1979.)

## Nagrade i priznanja
- 1961. – Pula: Zlatna arena i nagrada kritike[2]
- 1962. – Prešernova nagrada
- Priznanje Metoda Badjure za ulogu Maruše Rdečelaske u filmu Ples v dežju
- 1979. – priznanje Glumica godine
- 1980. – Celje / Niš: nagrada Carica Teodora za ulogu tetke u filmu Ubij me nežno[2]

## Vanjske poveznice
- LZMK / Hrvatska enciklopedija: Počkaj, Duša
- Duša Počkaj u internetskoj bazi filmova IMDb-u (engl.)
- Duša Počkaj na Discogsu